# Клуб співаної поезії
Клуб співаної (самодіяльної) поезії, КСП або клуб авторської пісні, КАП — форма самоорганізації творчої молоді в СРСР, важливий елемент розвитку авторської пісні.
Абревіатура КСП з'являється у 1950-ті роки й означає «конкурси студентської пісні», їх учасниками були майбутні «стовпи» авторської пісні, московські студенти Дмитро Сухарєв, Юрій Візбор, Юлій Кім, Ада Якушева та інші. Створення першого клубу, на той час іще студентської пісні припадає на 1964 рік, базою для нього був хор Московського інженерно-фізичного інституту. В інших вишах Москви виникають власні КСП, проводяться міські «зльоти» КСП, в 1967 році створений московський міський клуб самодіяльної пісні. В тому ж році в підмосковних Петушках проводиться конференція присвячена жанру авторської пісні. Одним із перших в Україні у 1971 році виник київський КСП «Гітара».
Іншим важливим елементом авторської пісні стали фестивалі, найвідоміший із них — Грушинський (біля Самари). Державне керівництво СРСР, залежно від обставин, то підтримувало, то забороняло авторську пісню, всіляко намагаючись «очолити» масовий молодіжний рух, у який вилилась діяльність КСП. Це видно на прикладі Грушинського фестивалю, яким на початках опікувалась місцева громадськість, коли ж він набув всесоюзної знаменитості — можновладці, але з 1980 року був заборонений (проводився підпільно). Деякі елементи руху КСП пізніше стали частиною російської рок-культури (можна згадати жанр бард-рок (Макаревич, Гребенщиков), перший успіх Юрія Шевчука саме в жанрі авторської пісні, концерти на московській сцені ДК Горбунова — на «Горбушці», подібність каеспешних та рок-фестивалів).
КСП набули рис неофіційного громадського руху. У клубах створювались можливості активного відпочинку та творчого розвитку (уроки гри на гітарі, літературні вечори, концерти), особистісного зростання (знайомства, участь в організації заходів) заробітку (розповсюдження магнітних записів, концерти), влаштування особистого життя. «Зльоти», що проходили на природі, спілкування в колі біля вогнища, колективні співи — все це створювало атмосферу свободи, щирості та взаєморозуміння. Крім того, зустрічі «каеспешників» ставали майданчиками обговорення нагальних проблем у суспільстві, обміну нелегальною літературою, закордонними платівками. Все це знаходило віддзеркалення у текстах бардів. Тому вкрай неоднозначними були стосунки цих нових молодіжних організацій із тими, що вже існували під шефством комсомолу. Показовою є історія КСП у Києві.

### КСП в Україні
Відомо, що в Києві перші КСП виникли в 1970-ті роки. Це були «Гітара», «Костер» (в Будинку вчених) та «Арсенал» (ДК заводу Арсенал). «Гітару» закрили в 1976 році після п'яти років діяльності. Неофіційний клуб «Костер», яким керували Дмитро Кімельфельд, Семен Рубчинський та Леонід Духовний, організовував нелегальні концерти, наприклад, 1978 року у Києві виступав О. Розенбаум (це на 5 років раніше його першого концерту в Москві), робились та розповсюджувались магнітозаписи, самвидав. Водночас у створенні легального клубу були зацікавлені не лише автори, а й влада. Шефство над новим КСП «Арсенал» взяли міський комітет ЛКСМУ та спілка композиторів. Влада сприяла розвитку цього клубу (приміщення для виступів та зустрічей, запрошення відомих в СРСР авторів) і водночас у пресі з'являлись публічні доноси на діячів іншого КСП, скасовувалися їх концерти, відвідувачів та керівників клубів «опрацьовував» КДБ.
Рух КСП в Україні від початку і до середини 80-х років був російськомовним. Цією ж мовою творили і пишуть досі Ілля Ченцов, Дмитро Кімельфельд, Володимир Каденко, Анатолій Лемиш, сотні інших авторів з України. Українська мова звучала в вигляді прийнятному для «всесоюзної» аудиторії (наприклад, жартівливий переклад Л. Духовним пісень В. Висоцького з к/ф «Вертикаль»). 1980-ті роки відкрили шанувальникам авторської пісні україномовних бардів (Ігор Жук, Едуард Драч, Тризубий Стас, Марія Бурмака та інші). З'явилась нова «розшифровка» КСП: клуб співаної поезії. На республіканських конкурсах у жанрі авторської пісні перемагають україномовні пісні.
Перші роки незалежності для українських КСП позначилися втратами через еміграцію знаменитих авторів та організаторів руху (Дмитро Кімельфельд, Семен Кац, Леонід Духовний та інші), закриттям клубів (в Києві на 1989 р. їх було 8, на 1993 р. — один). Зменшилась кількість авторів з України на міжнародних фестивалях авторської пісні, та й фестивалі всередині країни зникали без належної підтримки або ж, замовчувані, проходили в «колі своїх», як у часи радянського «підпілля».
До середини 2000-х років можна було спостерігати тенденцію відродження фестивальної активності, появи нових форм існування авторської пісні і водночас згасання «клубного» життя. Так, наприклад, у 2002 році майданчиком для авторської пісні став фестиваль «Культурні герої», а в наступні роки були проведені Всеукраїнські фестивалі авторської пісні в Києві. Виникали нові своєрідні «сцени» для авторів у вигляді «бард-кафе». Виникали естрадні гурти, які справляли враження «нового обличчя» авторської пісні (5'nizza, Flëur та інші). Водночас клуби як осередки громадської активності майже невідомі широкому загалу й борються за право на існування. Особливо це характерно для Києва, з його «земельним питанням». Показова ситуація з Музеєм історії Міста, де працювала концертна зала, поетичний салон, творча вітальня — все це до 2003 року, коли музей був відселений у нікуди, історичний Кловський палац, де він знаходився, знищений, а на його місці постав Палац Правосуддя Верховного суду України. Час від часу з'являються сигнали про зазіхання на Дім культури заводу «Арсенал», приміщення однойменного КСП, старшого з усіх, що залишились у Києві.
У Києві зусиллями любителів жанру підтримується діяльність КСП «Арсенал» (варто згадати Олександра Короля, Давлєта Кєлова, Сергія Хоменка), з 2005 року «Арсенал» проводить фестиваль «Острів» пам'яті Д. Кєлова, на початку 2000-х років виник клуб «Вертикаль», який розвивав напрямок бард-року (керівник Денис Блощинський), клуб «Дом» проводить щорічний фестиваль «Лісова фієста», З 1992 року працює Літературно-музичний Салон Олега Рубанського. У Запоріжжі працювали Дмитро Долгов (лауреат Грушинського фестивалю 1998 року, нині в Києві?), Олександр Супрун, Запорізький народний театр авторської пісні Елени Алєксєєвої. У Вінниці довгий час працював і очолював місцевий КСП «Метро» Михайло Барановський (нині працює в студії Нікітіних у Москві). У Луганську певний час існував ансамбль Антона Ворожейкіна, що мав на меті відродження жанру шансон в його початковому розумінні (на відміну від російського шансону), нині автор працює самостійно. У Харківській області в смт Есхар проводиться однойменний фестиваль.
Слід зазначити, що від початків руху КСП були шановані каеспівцями автори, які самі стояли осторонь «клубного» руху (найвідоміший приклад: В. Висоцький). Тому, звичайно, не можна обмежуватись у розгляді явища авторської пісні виключно рухом КСП. Особливо це характерно для україномовних авторів. Знані та шановані Віктор Морозов, Едуард Драч, Ольга Богомолець та їх менш імениті колеги працюють самостійно, не намагаючись утворювати громади на кшталт КСП.